# Министр иностранных дел КНДР
Министр иностранных дел КНДР — член Совета Министров КНДР, возглавляющий Министерство иностранных дел Северной Кореи и также являющийся ответственным за отношения с иностранными государствами.

## Пост министра
Должность была учреждена ставшим во главе страны Ким Ир Сеном в 1948 году после образования КНДР как независимого государства.
Первым министром иностранных дел КНДР стал Пак Хон Ён.
Данный пост носит скорее представительский и даже формальный характер, поскольку вся внешняя политика КНДР находится под управлением Трудовой партии Кореи. В частности, Ким Чен Ын решает основные вопросы внешней политики. С другой стороны, существует также процесс принятия решений, когда некоторые важные члены партии, кабинета или армии решают вопросы внешней политики и получают их уже ратифицированными премьер-министром и министром иностранных дел до того, как эти решения поступят главе государства.

## Список министров иностранных дел с 1948 года
| Номер | Имя           | Портрет | Полномочия      | Полномочия      | Политическая партия                                     |
| Номер | Имя           | Портрет | Начало          | Окончание       | Политическая партия                                     |
| ----- | ------------- | ------- | --------------- | --------------- | ------------------------------------------------------- |
| 1     | Пак Хон Ён    |         | сентябрь 1948   | 3 августа 1953  | Корейская коммунистическая партия Трудовая партия Кореи |
| 2     | Нам Ир        |         | 3 августа 1953  | 23 октября 1959 | Трудовая партия Кореи                                   |
| 3     | Пак Сон Чхоль |         | 23 октября 1959 | 1 июля 1970     | Трудовая партия Кореи                                   |
| 4     | Хо Дам        |         | 1 июля 1970     | 5 сентября 1983 | Трудовая партия Кореи                                   |
| 5     | Ким Ён Нам    |         | 1 декабря 1983  | 5 сентября 1998 | Трудовая партия Кореи                                   |
| 6     | Пэк Нам Сун   |         | 8 июня 1998     | 3 января 2007   | Трудовая партия Кореи                                   |
| 7     | Кан Сок Чу    |         | 4 января 2007   | 18 мая 2007     | Трудовая партия Кореи                                   |
| 8     | Пэк Ю Чун     |         | 18 мая 2007     | 9 апреля 2014   | Трудовая партия Кореи                                   |
| 9     | Ри Су Ён      |         | 9 апреля 2014   | 17 мая 2016     | Трудовая партия Кореи                                   |
| 10    | Ри Ён Хо      |         | 17 мая 2016     | 18 января 2020  | Трудовая партия Кореи                                   |
| 11    | Ри Сон Гвон   |         | 19 января 2020  | 11 июня 2022    | Трудовая партия Кореи                                   |
| 12    | Чхве Сон Хи   |         | 11 июня 2022    | действующая     | Трудовая партия Кореи                                   |